# NGC 2498
NGC 2498 ist eine Balken-Spiralgalaxie mit ausgedehnten Sternentstehungsgebieten vom Hubble-Typ SBa im Sternbild Zwillinge auf der Ekliptik. Sie ist schätzungsweise 208 Millionen Lichtjahre von der Milchstraße entfernt und hat einen Durchmesser von etwa 70.000 Lj. 

Im selben Himmelsareal befindet sich weiterhin die Galaxie NGC 2486, NGC 2487, IC 481, IC 482.
Das Objekt wurde am 19. Januar 1885 von Édouard Stephan entdeckt.